# Sigrid Friis Frederiksen
Sigrid Friis Frederiksen, née le 20 octobre 1994 à Hillerød au Danemark, est femme politique danoise, membre du Parti social-libéral.

## Biographie
En septembre 2020, elle fait partie des initiatrices du mouvement #EnBlandtOs qui, dans le contexte du mouvement mouvement #MeToo, dénonce le sexisme dans la vie politique danoise. À ce titre, elle reçoit avec d'autres initiatrices le Prix Nina Bang (da) et le Prix Mathilde (da),.
En juillet 2023, elle annonce briguer la place de tête de liste du Parti social-libéral pour les élections européennes de 2024, après que le député européen sortant du parti, Morten Helveg Petersen, ait annoncé ne pas se représenter. En septembre, elle est désignée tête de liste contre l'ancien ministre Rasmus Helveg Petersen et l'ancienne députée Anne Sophie Callesen. Lors du scrutin du 9 juin 2024, sa liste remporte 7,1 % des voix et un siège, lui permettant donc de devenir députée européenne. Après son élection, elle siège au sein du groupe Renew Europe et de la commission de l'industrie, de la recherche et de l'énergie.